# Oceánský pohár národů 2020
Oceánský pohár národů 2020 měl být 11. ročníkem turnaje. Měl se konat 6. až 20. června 2020 na Novém Zélandu. Nový Zéland byl obhájce titulu z roku 2016.
Nový Zéland byl vybrán jako hostitelská země dne 10. ledna 2020. Na závěrečném turnaji mělo hrát 8 týmů. 
Dne 21. dubna 2020 OFC oznámila, že se turnaj kvůli pandemii covidu-19 ruší.

## Kvalifikace
Kvalifikace měla probíhat 21. až 27. březnem 2020 na Cookových ostrovech. 
Kvalifikace se měly zúčastnit reprezentace:
- Americká Samoa
- Cookovy ostrovy (hostitel)
- Samoa
- Tonga

Na turnaj se automaticky kvalifikovaly reprezentace:
- Fidži
- Nová Kaledonie
- Nový Zéland (hostitel)
- Papua Nová Guinea
- Šalomounovy ostrovy
- Tahiti
- Vanuatu

## Stadiony
Turnaj se měl hrát na dvou stadionech v Aucklandu.
| Auckland              | Auckland         |
| --------------------- | ---------------- |
| North Harbour Stadium | The Trusts Arena |
| Kapacita: 25 000      | Kapacita: 4 901  |
|                       |                  |